# Communicatie

Betekenisgeving: "Dit is een groene boom". De boodschap lijkt te zijn verwerkt, maar er is nog geen reactie zichtbaar.

Communicatie is een vorm van interactie, waarbij levende wezens betekenissen uitwisselen door op elkaars signalen te reageren. Het Latijnse woord communicare  betekent eigenlijk  "gemeenschappelijk (gedeeld) maken". Deze pagina behandelt de sociale interactie tussen mensen, maar er bestaan ook dier- en plantencommunicatie. Communicatie is behalve een sociale activiteit, ook het resultaat van het contact: de optelsom van wederzijdse betekenisgevingen, ook wel communicatie-effect genoemd. De betekenis van verschillende vormen van communicatie is vaak voor uitleg gebonden aan de culturele omgeving waarin zij plaatsvindt.

## Woorden én daden

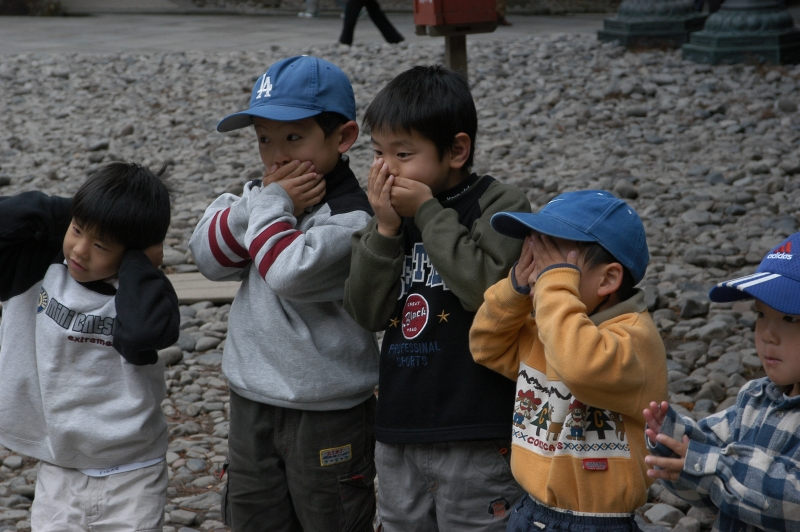
Horen, zien en zwijgen. Ook 1 minuut stilte kan veelzeggend zijn.

Bij communicatie wordt informatie met elkaar gedeeld door middel van geluid (zoals bij spraak en toon) en vorm (zoals beeld, symboliek en tekst). Het contact omvat ook handelingen want door gedrag worden eindeloos veel betekenissen kenbaar gemaakt. De impact van (on–)bewuste daden kan heel groot zijn bij betekenistoekenning: non-verbale communicatie kan zelfs de doorslag geven boven doelbewust gekozen woorden en symboliek. Denk aan de (on–)geloofwaardigheid van een gesprekspartner die beweert dat hij niet nerveus is, maar wel zweet en trilt. Gedrag moet hier ruim worden uitgelegd: zo kunnen architecten door middel van een bouwwerk mensen imponeren of juist op hun gemak stellen. De keuze voor de plaats en de gebruikte beweging of stijl, geweld, mode, muziek en mimiek zijn slechts enkele voorbeelden die met communicatief handelen c.q. gedrag te maken hebben. Ook door geur, warmte, licht, kleur, intonatie, smaak en zelfs door pauzes of door te zwijgen kan men betekenissen versturen en indrukken verkrijgen. Omdat er niet zoiets bestaat als anti-gedrag, is het onmogelijk om niet te communiceren, stelde de psycholoog Watzlawick vast.

## Specifieke kenmerken van het communicatieproces
Communicatie is een circulair proces waarin gemakkelijk misverstanden ontstaan. De vijf axioma's van Paul Watzlawick kunnen helpen dit complexe proces te begrijpen:
1. Het is onmogelijk om niét te communiceren: alle gedrag is communicatie, ook wie onverschillig is of elke betrokkenheid ontkent, bedrijft hiermee communicatie (wegkijken, niets terugzeggen).
2. Elke communicatie omvat een inhouds- en een betrekkingsniveau: wat er overkomt wordt beïnvloed door de relatie.
3. Elke communicatie is afhankelijk van de interpretatie van gebeurtenissen: als partijen oorzaak en gevolg van elkaars interactie verschillend uitleggen (“Nee, jíj begon ermee”).
4. Mensen communiceren zowel digitaal (via cijfers, letters, woorden en taal) maar ook analoog (zoals via toonzetting, stijl en gebaren).
5. Elke communicatie is symmetrisch of complementair (aanvullend): men is uit op gelijkheid of men benadrukt juist verschillen (machtsverschil).

## Andere aspecten

Veelgebruikt model voor de visualisatie van een communicatieproces, gebaseerd op het werk van Shannon en Weaver. Links de (af)zender, rechts een ontvanger die een reactie (boogpijl) geeft. Zender, medium en ontvanger zijn ook nodig voor het overbrengen van deze feedback.

De essentie van communicatie is dat een of meer zenders en ontvangers binnen een zekere tijdsduur geregeld van rol wisselen en daarbij betekenissen aan elkaar overdragen. Communicatie kan bewust en onbewust of subliminaal verlopen; het gaat om beurtelings zenden en ontvangen. Dit informatieverkeer draait in wetenschappelijke modellen (die doorgaans voortborduren op het wiskundige werk van Shannon en Weaver) om de boodschap. Soms wordt ook het beoogde of bereikte effect in zo'n model tot uitdrukking gebracht. Het contact verloopt via een kanaal, een technisch medium (zoals een website of tamtam), intermenselijk (face-to-face, zoals bij praten, dansen of zoenen) of via een intermediair (een derde persoon zoals een tolk of bemiddelaar). Van onrechtstreekse communicatie kan ook sprake zijn als de communicatie in twee of meer stappen verloopt, bijvoorbeeld via opinieleiders.
Telefonie en chatten zijn voorbeelden van synchrone communicatie, waarbij actie en reactie elkaar direct opvolgen. Bij bijvoorbeeld een ingezonden brief is de interval in het contact groter, ook wel asynchrone communicatie genoemd. De term feedback wordt in dit verband gebruikt voor de terugkoppeling of reactie op een communicatie-initiatief. Het bekendste basismodel dat een communicatieproces uitbeeldt bevat als elementen een zender die een boodschap via een medium naar een ontvanger stuurt die daar vervolgens feedback op geeft. Omdat het een mechanistisch model is dat oorspronkelijk voor telefonie is ontwikkeld, ligt er veel nadruk op termen als coderen van informatie door de zender (input) en het decoderen ervan door ontvangers. Omdat communicatie veeleer een sociaal dan een technisch proces is, is meer nadruk komen te liggen op betekenisgeving en uitleg. Een zender probeert iets over te dragen en ontvangers interpreteren dat ieder op hun eigen wijze. Storingen in het contact, miscommunicatie, noemt men vanuit het technische perspectief ruis. Ruis kan van buiten komen (zoals storing door lawaai) of door interne factoren (elkaars taal niet kunnen lezen of verstaan). Communicatie is van een puur technische benadering ook een populair studieobject geworden in de sociale wetenschappen die meer op zoek zijn naar vitalistische en dynamische aspecten ervan. Omdat zender en ontvanger vermoedelijk nooit voor de volle 100% hetzelfde eindbeeld overhouden is communicatie ook weleens satirisch gedefinieerd als "Zo dicht mogelijk langs elkaar heen praten".

### Vormen van ondersteunende communicatie
Communicatie is juist vanwege de vele technieken die iemand moet kunnen beheersen niet altijd vanzelfsprekend. Er worden voor ondersteunende communicatie 4 verschillende vormen onderscheiden.
1. Motorisch/visuele communicatie: handgebaren, mimiek, lichaamshouding, gebarentaal
2. Grafisch-visuele communicatie: schrift, plaatjes, picto's
3. Ruimtelijk-tactiele communicatie: braille, spraak-voel methode
4. Akoestisch-auditieve communicatie: spraak, morse, tamtam

## Informeren en communiceren

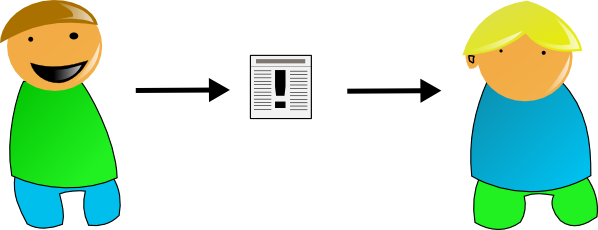
De visualisatie van een poging tot informatieverstrekking. Links de (af)zender, rechts een mogelijke ontvanger. Er is (nog) geen feedback.

Kenmerk van het contact bij communicatie is de twee- of meerzijdigheid ervan. Op bijvoorbeeld een aanleiding volgt een vraag, een antwoord, er komt een tegenreactie, enzovoort. De reactie kan van een eenling komen, maar ook van een publiek. De communicatie eindigt als de wisselwerking stopt. Zolang er sprake is van (een poging tot) eenrichtingsverkeer dan noemen we het doorgaans informeren. De meeste boodschappen die worden verstuurd of uitgezonden komen nooit aan. Gegevens veranderen pas in informatie zodra ze zijn geïnterpreteerd. Een onbegrijpelijk bord bevat weliswaar signalen, maar als die betekenisloos zijn, is er geen sprake van informatieverwerking. Alleen in theorie is het negeren van informatie een communicatie-effect.
Communicatie en informatie worden vaak als synoniem gebruikt in zinnetjes als: "Wil jij dit even naar de doelgroep toe communiceren?". Men spreekt dan al van communicatie als nog onzeker is of informatie ooit zal aankomen, nog afgezien van hoe deze wordt begrepen en verwerkt. Van twee- of meerzijdigheid is sprake bij enige vorm van respons c.q. feedback. 

## Geschreven tekst
Er kan een grote afstand in tijd of ruimte zijn tussen het verzenden en ontvangen van een boodschap: als iemand reageert op het werk van een overleden cineast wordt dit alleen nog op metaniveau als "communicatie" betiteld. Als de ontvanger, bijvoorbeeld de lezer van een boek, niet in contact staat met de auteur wordt het contact eenzijdig genoemd.
Dit communicatiemodel is in de narratologie aangepast als het model voor narratieve communicatie.

## Schaalniveaus van communicatie

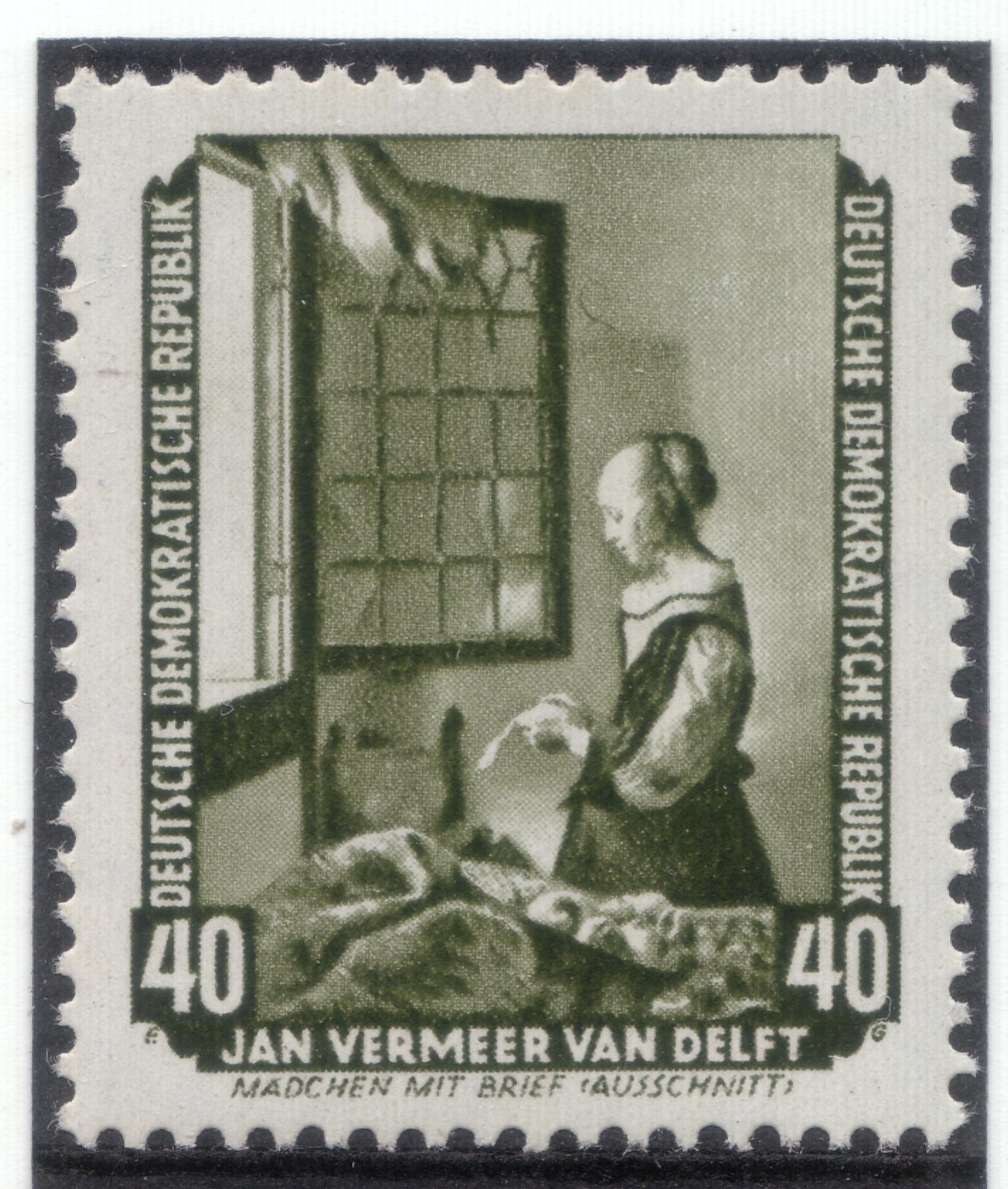
Een postzegel als informatiedrager: de tekst verwijst naar onder meer een schilder en de frankeerwaarde, het beeld naar een schilderij, decor, kleding, brief, typografie... De plaats waar een postzegel is geplakt kan soms een codeboodschap bevatten.

Ten aanzien van communicatieprocessen worden acht niveaus onderscheiden:
1. Interculturele communicatie: tussen groepen en personen met een verschillende culturele achtergrond.
2. massacommunicatie: bij een amorfe verzameling van mensen.
3. publiekscommunicatie: bij grote ongestructureerde groepen.
4. organisatiecommunicatie: bij grote gestructureerde groepen.
5. groepscommunicatie: bij kleine gestructureerde groepen.
6. interpersoonlijke communicatie: bij dyadische relaties (duorelatie).
7. intrapersoonijke communicatie: binnen het individueel centraal zenuwstelsel.
8. machinecommunicatie: bij technische artefacten (constructies, verschijnselen, bijvoorbeeld computergestuurde reacties).